# Commodore Records

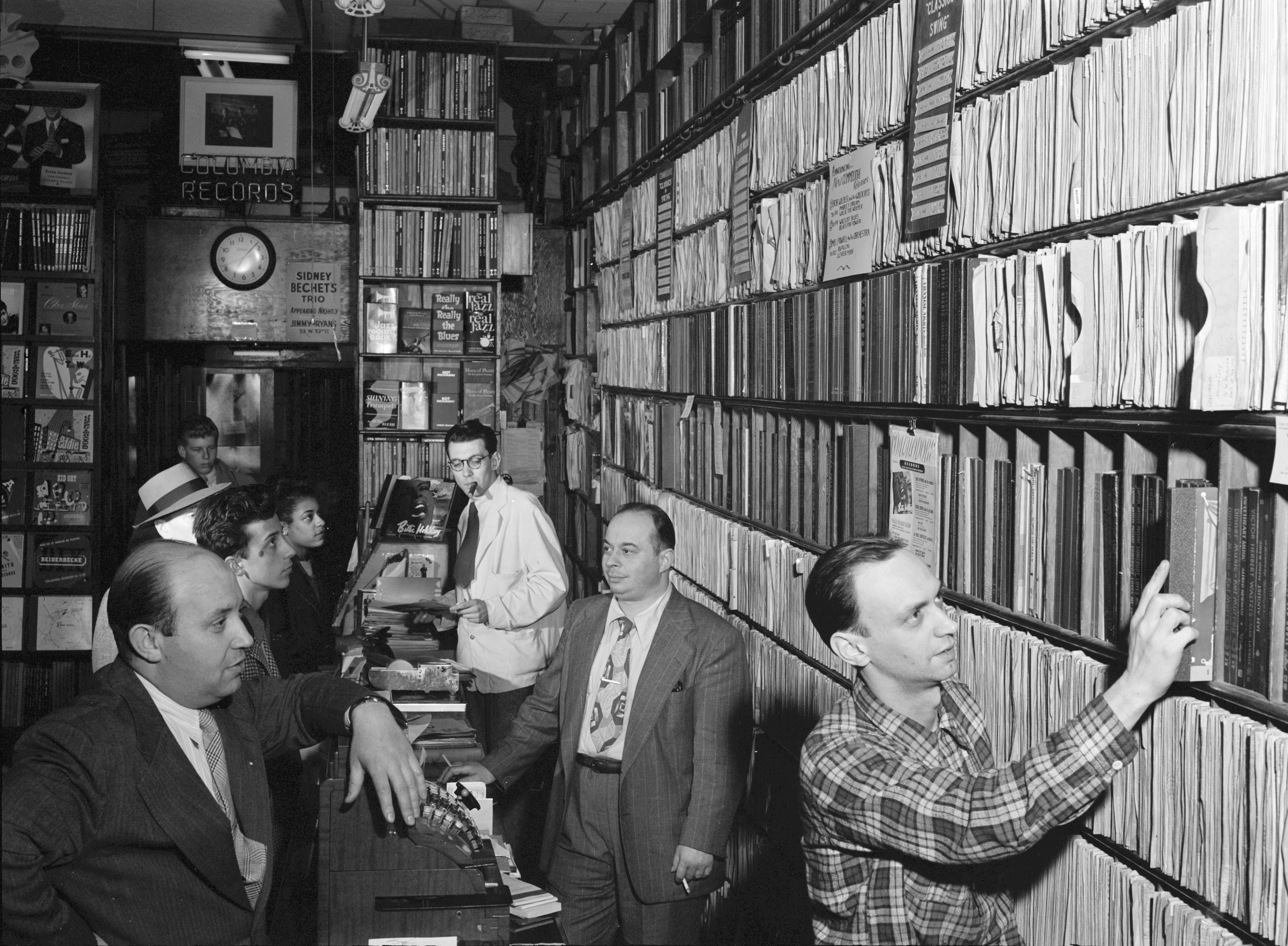
Milt Gabler, Herbie Hill, Lou Blum e Jack Crystal nel Commodore Music Shop, a New York (1947)

Commodore Records è stata un'etichetta discografica indipendente statunitense nota per i suoi dischi di Dixieland jazz e swing. È anche ricordata per aver pubblicato il famoso brano di Billie Holiday "Strange Fruit".

## Storia
La Commodore Records fu fondata nella primavera del 1938 da Milt Gabler, originario di Harlem, che aveva aperto nel 1926 il negozio di musica omonimo, il Commodore Music Shop, a Manhattan, al 136 della 42ª strada est (quasi di fronte all'hotel Commodore), che si era espanso negli anni 1938-1941 con una filiale al 46 della 52ª strada ovest, un indirizzo celebrato nella canzone di Chu Berry "Forty-six, West Fifty-two".
Il grosso della produzione della Commodore era costituito da Dixieland (Eddie Condon, Wild Bill Davison) e swing (Coleman Hawkins, Earl Hines). Il più grande successo della Commodore fu "Strange Fruit" (il cui lato B era "Fine and Mellow") di Billie Holiday. L'etichetta fu attiva soprattutto tra il 1939 e il 1946, periodo in cui fece incidere tra i più grandi nomi del jazz.
La Commodore fu una delle prime case discografiche a stampare sulle etichette dei dischi l'intera lista dei musicisti delle band.
Così come fece con l'altra sua etichetta "United Hot Clubs of America" (UHCA), per l'incisione e la stampa dei dischi Gabler si accordò con la American Record Corporation (ARC), e poi la Reeves Transcription Services e la Decca Records. Tanto la Commodore quanto la UHCA usarono numerose serie di numeri di matrice, a seconda di dove avveniva la sessione di incisione.
Dopo la seconda guerra mondiale, Gabler lavorò per la Decca. La sua etichetta Commodore fu usata in seguito dalla stessa Decca in occasione di ripubblicazioni di registrazioni jazz. Nei primi anni 1960, Gabler preparò una serie di album della Commodore che furono pubblicati dalla Mainstream Records.
Alla fine degli anni 1980 la Mosaic Records ripubblicò l'intero repertorio della Commodore in tre cofanetti di 33 giri.